# Регіональний авіалайнер

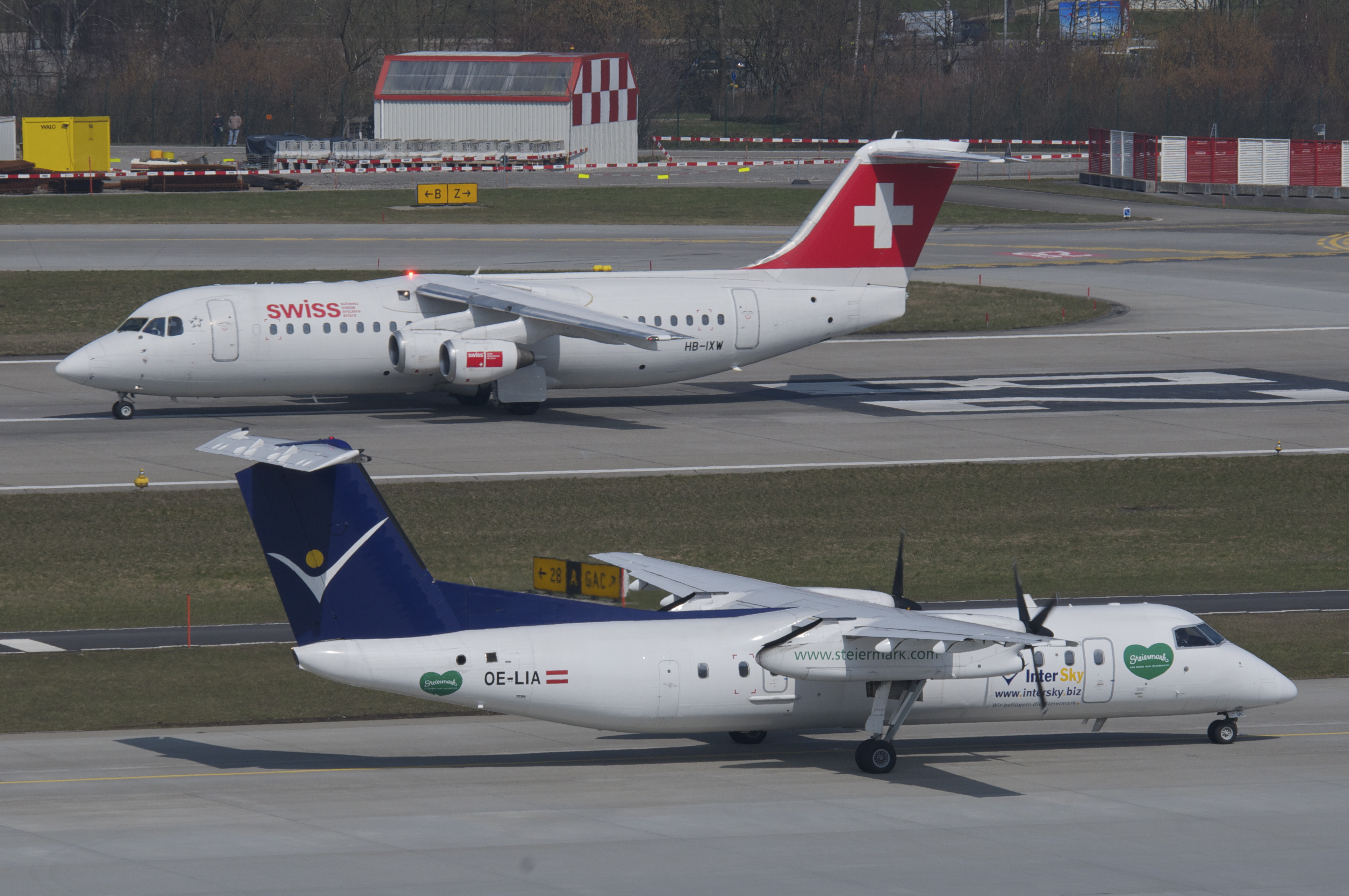
Dash 8 перед BAe 146

Регіональний авіалайнер або фідерлайнер – це невеликий авіалайнер, який розрахований на перевезення до 100 пасажирів на короткомагістральних рейсах, як правило, живлячи  транспортні центри великих перевізників з невеликих ринків. Авіалайнерами цього класу зазвичай літають регіональні авіакомпанії, які укладають контракти з більшими авіакомпаніями або їх дочірніми компаніями. Регіональні авіалайнери використовуються для коротких поїздок між меншими містами або з великого міста в менше. Фідерлайнер, приміський рейс і місцеве обслуговування є альтернативними термінами для одного класу польотів.

## Історія

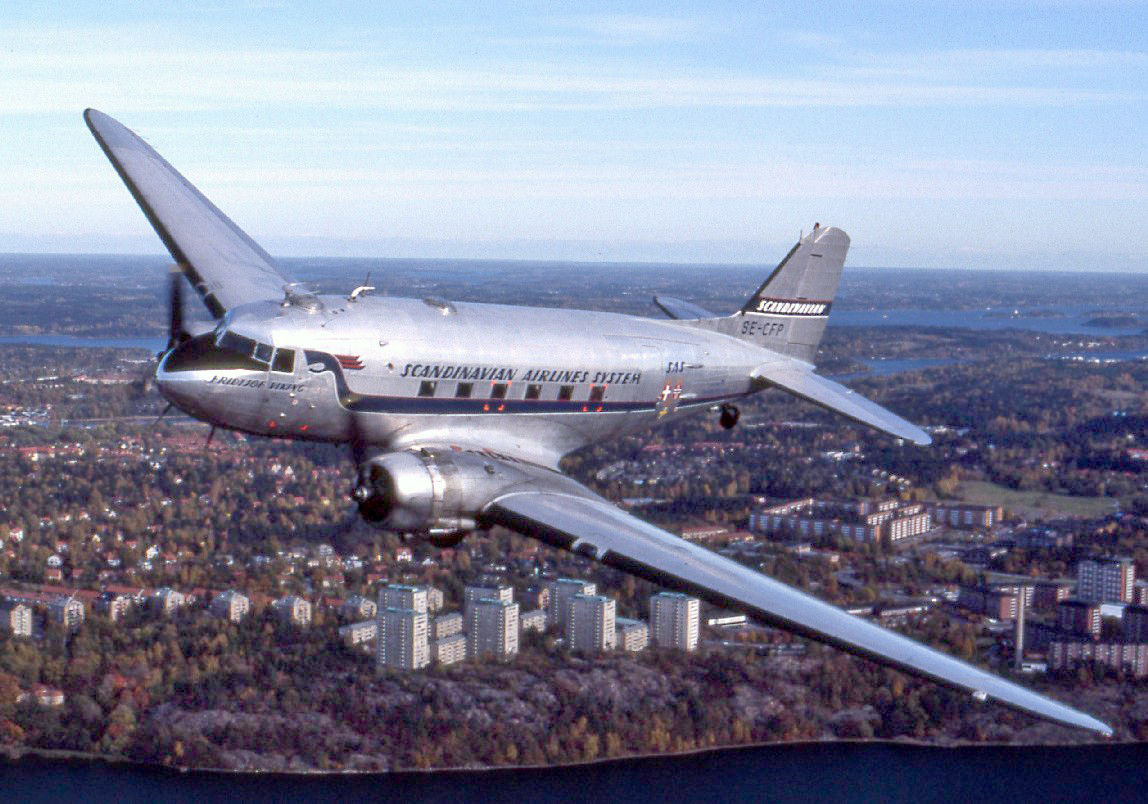
Дуглас DC-3 вперше здійснив політ у 1935 році та мав радіус дії близько 1000 миль (1625 кілометрів)

Щоб забезпечити економічність коротких маршрутів, авіакомпанії віддавали перевагу використанню вживаних літаків, а не дорожчих нових. Старі літаки були введені в експлуатацію на короткі відстані, оскільки вони були замінені на нові конструкції більшої дальності.

### Післявоєнна доба
Гвинтові літаки великих авіакомпаній були передані меншим авіакомпаніям: навіть біплан De Havilland Dragon Rapide, або Douglas DC-3s, у великому надлишку після війни, який виробники літаків хотіли замінити. Першими поршневими авіалайнерами з 40 місцями були Martin 2-0-2s (випущені в 1947 році) і Convair CV-240 (1948).

### Турбогвинтові дизайни

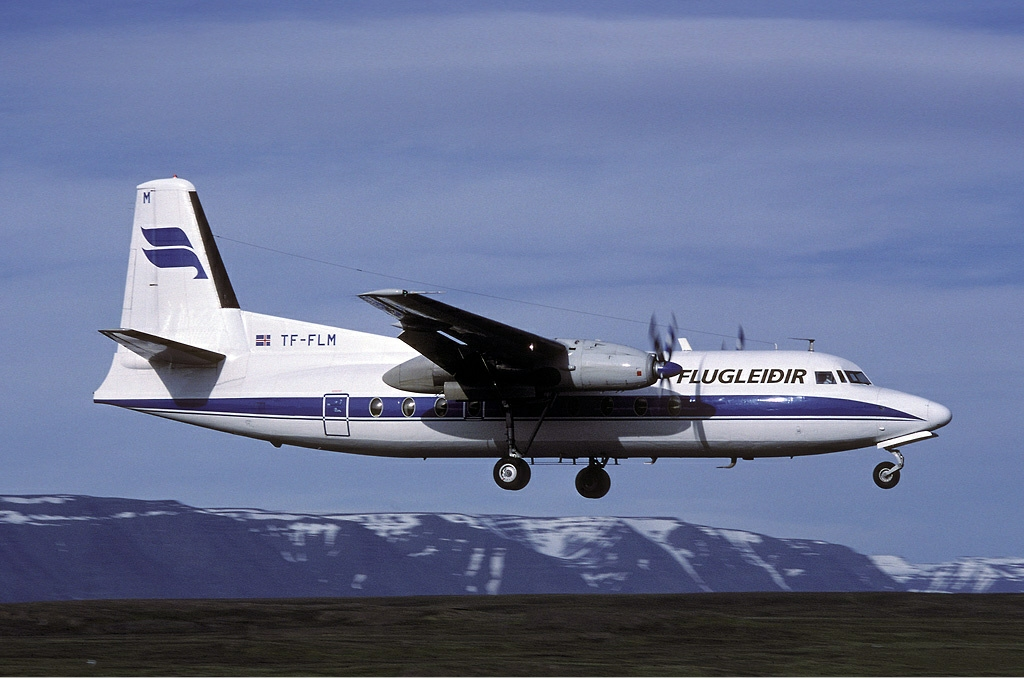
Fokker F27 Friendship був представлений у листопаді 1958 року

З'явилися перші турбогвинтові літаки, такі як Vickers Viscount (75 місць, представлений у 1953 році) і Fokker F27 (48–56 місць, 1958 рік). Деякі менші турбогвинтові авіалайнери були розроблені в 1960-х роках, як-от британський Shorts Skyvan (19 місць, 1963), французький Nord 262 (29 місць, 1964) або бразильський Embraer EMB 110 Bandeirante (1973). Цей процес постачання літаків продовжувався з такими конструкціями, як Convair 440 і Douglas DC-6, які також виконували цю роль під час появи перших реактивних літаків.
До середини 1950-х років попит на ще більш економічні конструкції призвів до виробництва перших нестандартних фідерлайнерів. Це майже завжди були турбогвинтові двигуни, які мали економію палива нарівні з конструкціями поршневих двигунів, але мали набагато нижчі витрати на обслуговування. Часто час між капітальними ремонтами двигунів був у п’ять разів більшим, ніж у найкращих поршневих двигунів. Перші приклади таких конструкцій включають Fokker F27 Friendship, Avro 748 і Handley Page Dart Herald.
Ці проекти були настільки успішними, що минуло багато років, перш ніж нові проекти покращили їх настільки, щоб зробити розробку вартою з точки зору капіталовкладень. Серед перших спеціально побудованих авіалайнерів, розроблених для санкціонованих CAB авіакомпаній місцевого обслуговування в США, попередників сучасної індустрії регіональних авіалайнерів; був проміжним і спеціально виготовленим Fairchild F-27/FH-227 для потреб цих менших, але розширюваних авіакомпаній кінця 1960-х років.
До 1970-х років регіональні авіалайнери першого покоління почали зношуватися, але було мало зусиль для виробництва нових конструкцій для цього ринку. Різноманітний перелік легких транспортних літаків, витіснених новішими та сучаснішими 30-місними конструкціями від Shorts із своїми Shorts 330 і 360, а також інших виробників літаків, замінив і іноді забезпечив зростання усталеним ринкам приміських перевезень. Додатковий розвиток відбувся в галузі регіональних авіаперевезень з появою деяких попередніх типів De Havilland Canada, таких як Dash 7, поставлений у 1978 році, але він був більше пристосований для малої дальності та скороченого зльоту та посадки, ніж як регіональний авіалайнер. Відгуки авіакомпаній були досить послідовними, і De Havilland відповіла Dash 8 у 1984 році, який мав економічні переваги порівняно з машинами попереднього покоління, а також був швидшим і тихішим.

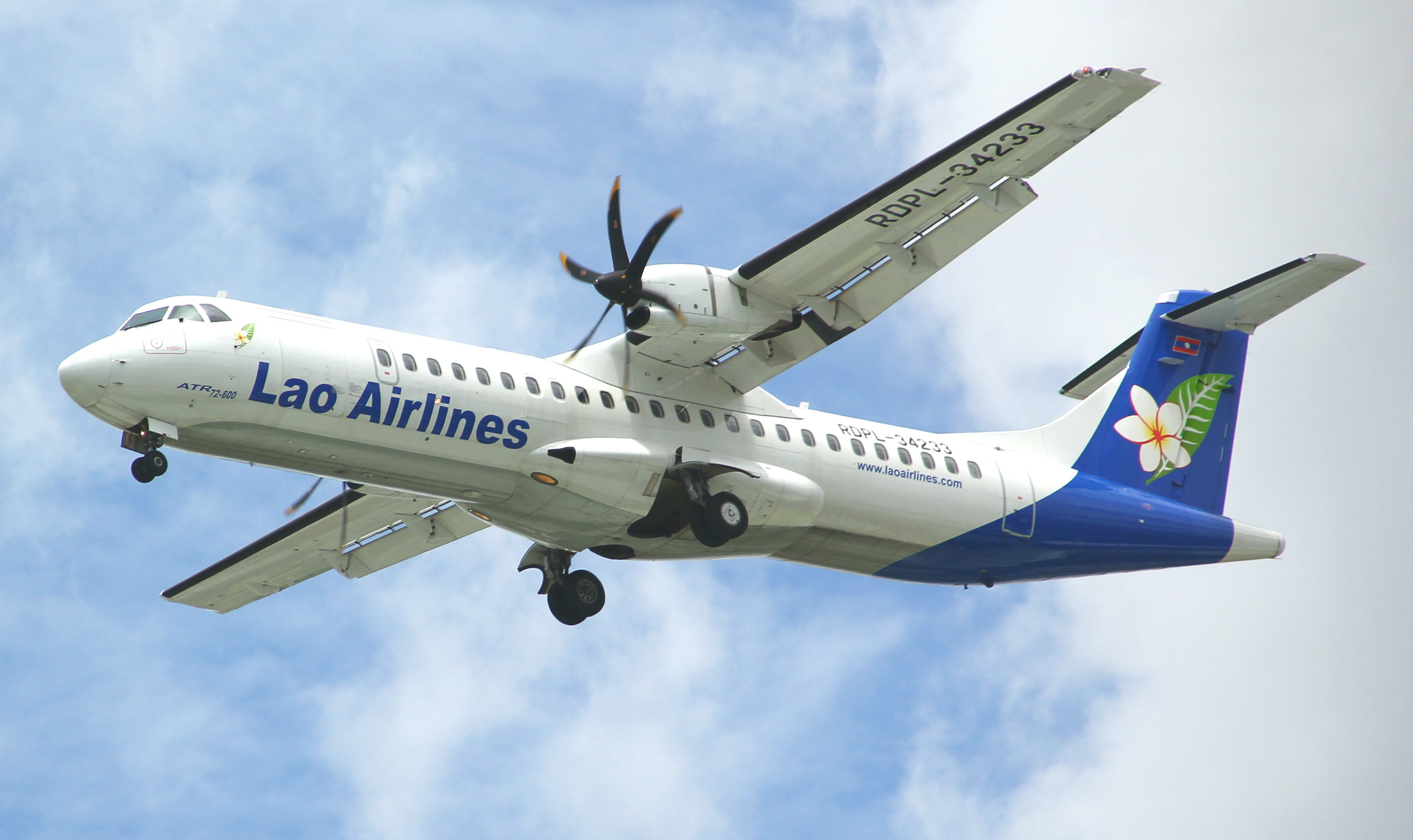
ATR 72 був представлений у жовтні 1989 року

## Дизайн

### Турбогвинтовий регіональний літак
Регіональні авіакомпанії, які обслуговують невеликі вузли або аеропорти з короткими злітно-посадковими смугами, часто використовують турбогвинтові літаки з пропелерними двигунами замість реактивних двигунів. Виробниками цього типу є de Havilland Canada (Dash 7 і Dash 8), Антонов (Ан-24 і Ан-140), Xi'an Aircraft Industrial Corporation (MA60, MA600 і MA700) і ATR (ATR 42 і ATR 72).

### Регіональні літаки

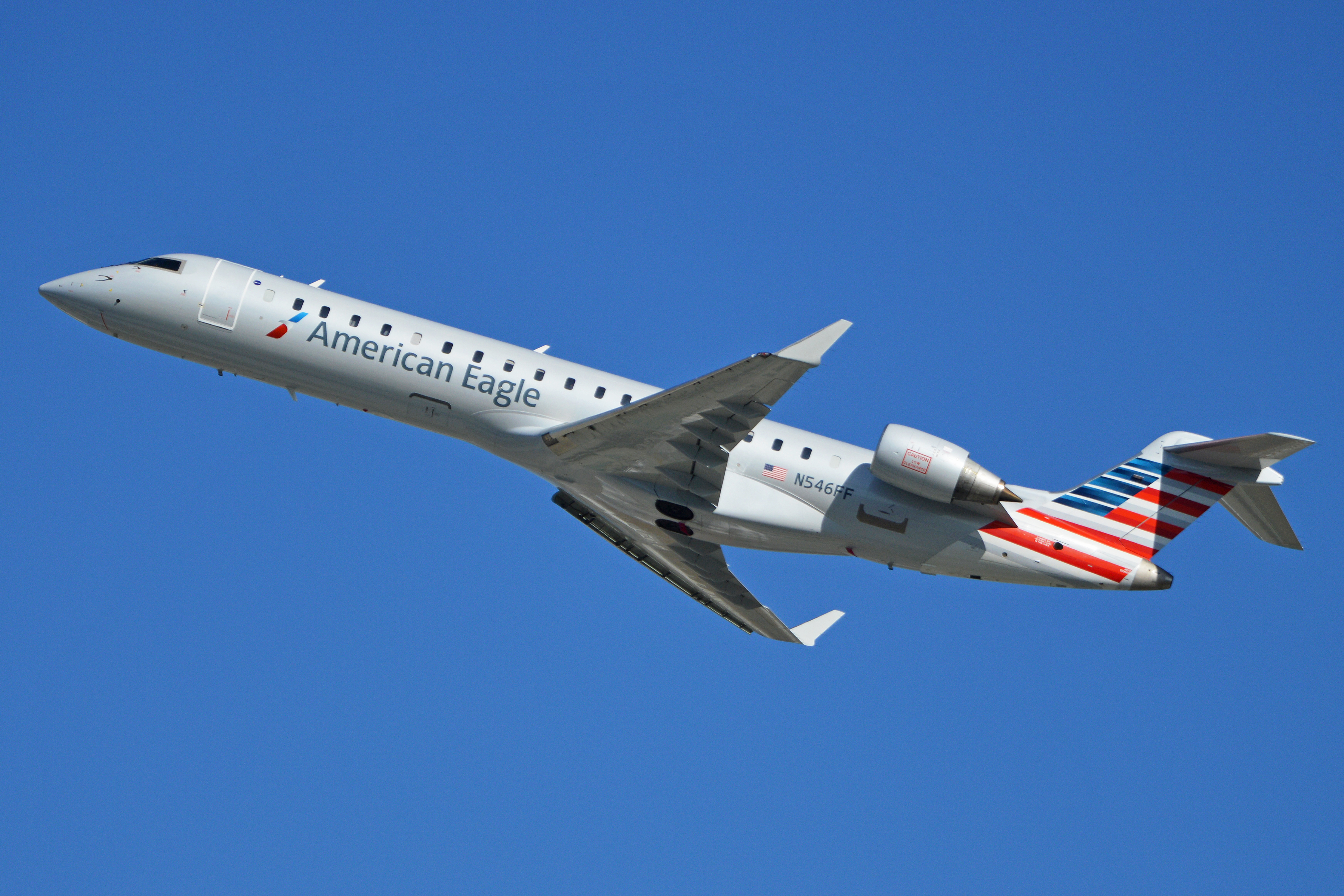
До жовтня 2018 року було поставлено 1800 реактивних літаків Canadair Regional Jet

Регіональний реактивний літак (RJ) — реактивний авіалайнер із кількістю місць менше ніж 100. Першим був Sud-Aviation Caravelle в 1959 році, за ним пішли широко поширені Яковлєв Як-40, Fokker F-28 і BAe 146. У 1990-х роках з’явилися найпоширеніші реактивні літаки Canadair Regional Jet і аналог Embraer Regional Jet, а потім — більш широке сімейство Embraer E-Jet і численні конкуруючі проекти. У США їх розмір обмежений положеннями про сферу дії.

### Салон

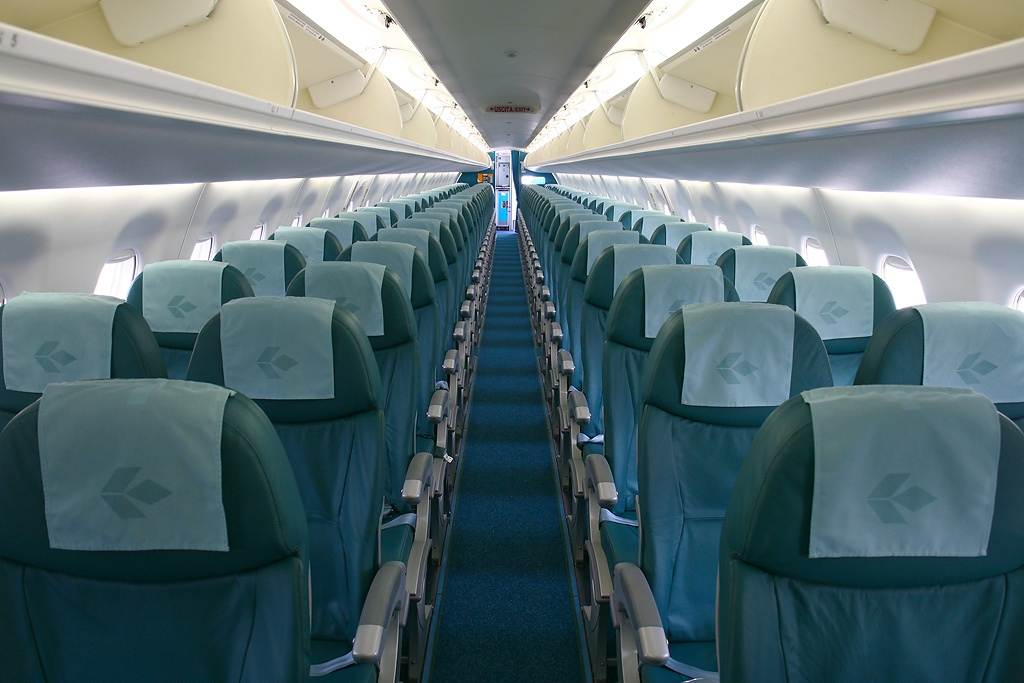
Кабіна Embraer E-190.

Сидіння в регіональних авіалайнерах, як правило, вузькі та тісні, і пасажирам зазвичай забороняється брати на борт ручну поклажу, яка без проблем поміщається в багажні баки у великих літаках. Часто ручну поклажу збирають безпосередньо перед посадкою та поміщають у вантажний відсік, де її може швидко забрати наземний персонал, поки пасажири виходять.  Порівняно з більшими літаками, багато пасажирів, які часто літають, вважають салони регіональних реактивних літаків тісними та незручними, з нижчою стелею, тісними сидіннями та однокласними салонами, що забороняють підвищення класу першого класу.

## Операції
У США великі перевізники укладають контракти з регіональними авіакомпаніями на основі кожного рейсу, незалежно від кількості пасажирів, і основний перевізник зберігає дохід від квитків. Ці контракти зазвичай розраховані на 10 років, регіональні оператори літаків впевнені у своїх доходах і повинні контролювати свої витрати, щоб отримати прибуток, але вони стикаються з банкрутством авіакомпаній, скороченням флоту та зростанням операційних витрат. Великі перевізники уникають збитків від регіональних авіаоператорів, а конкуренція між регіональними авіакомпаніями призвела до приземлення багатьох регіональних літаків. 